# 안의 주씨
안의 주씨(安義周氏)는 경상남도 함양군 안의면을 본관으로 하는 한국의 성씨이다. 시조 주사옹(周士雍)은 상주 주씨의 시조인 주이(周頤)의 후손이며, 임진왜란 당시 함경도로 피난간 뒤 상주 주씨와는 연락이 끊긴 채 안의에 정착해 살아갔다.

## 참고 자료
- “안의주씨(安義周氏)”. 뿌리를 찾아서.[깨진 링크(과거 내용 찾기)]